# Bermudian Landing

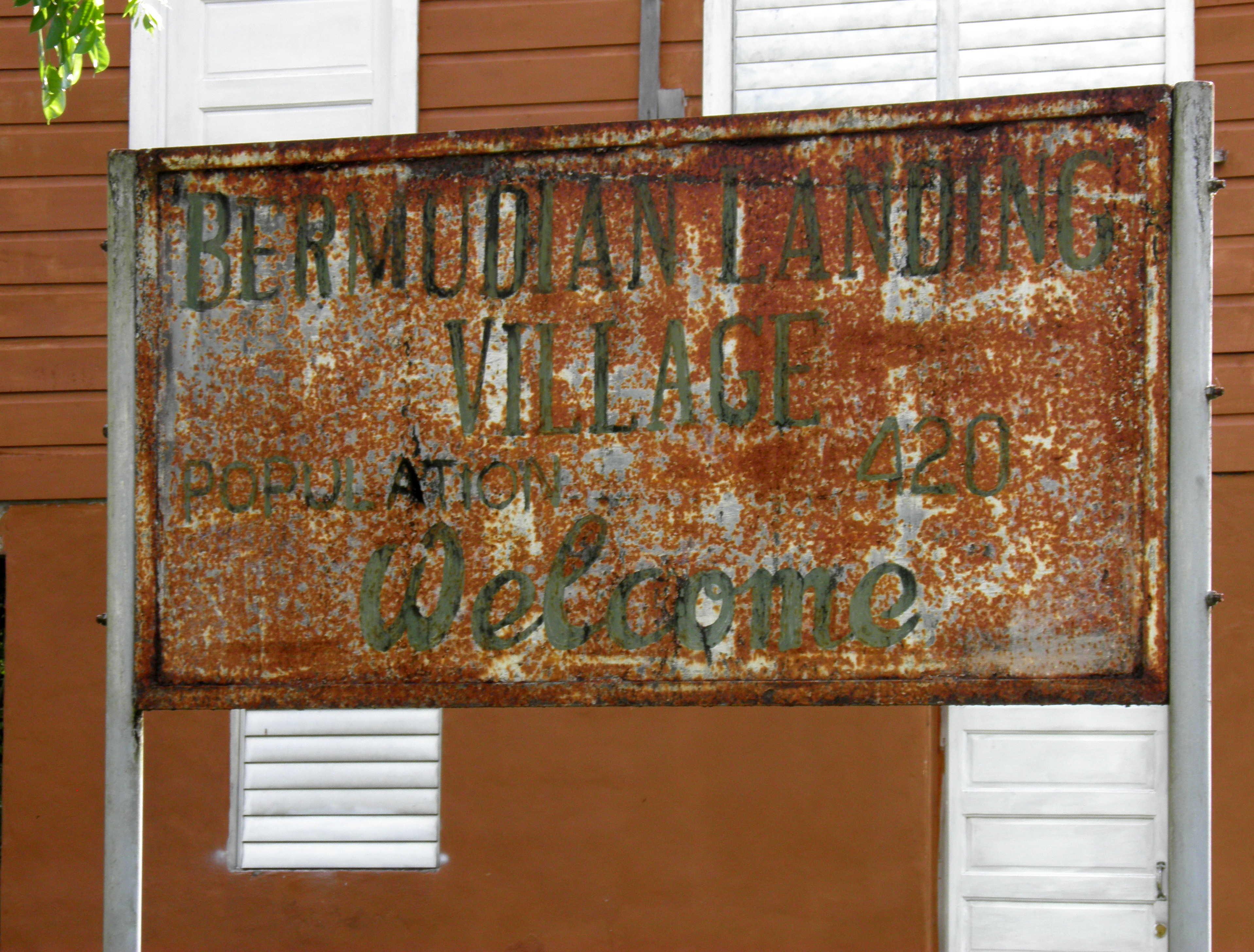
Placa em Bermudian Landing

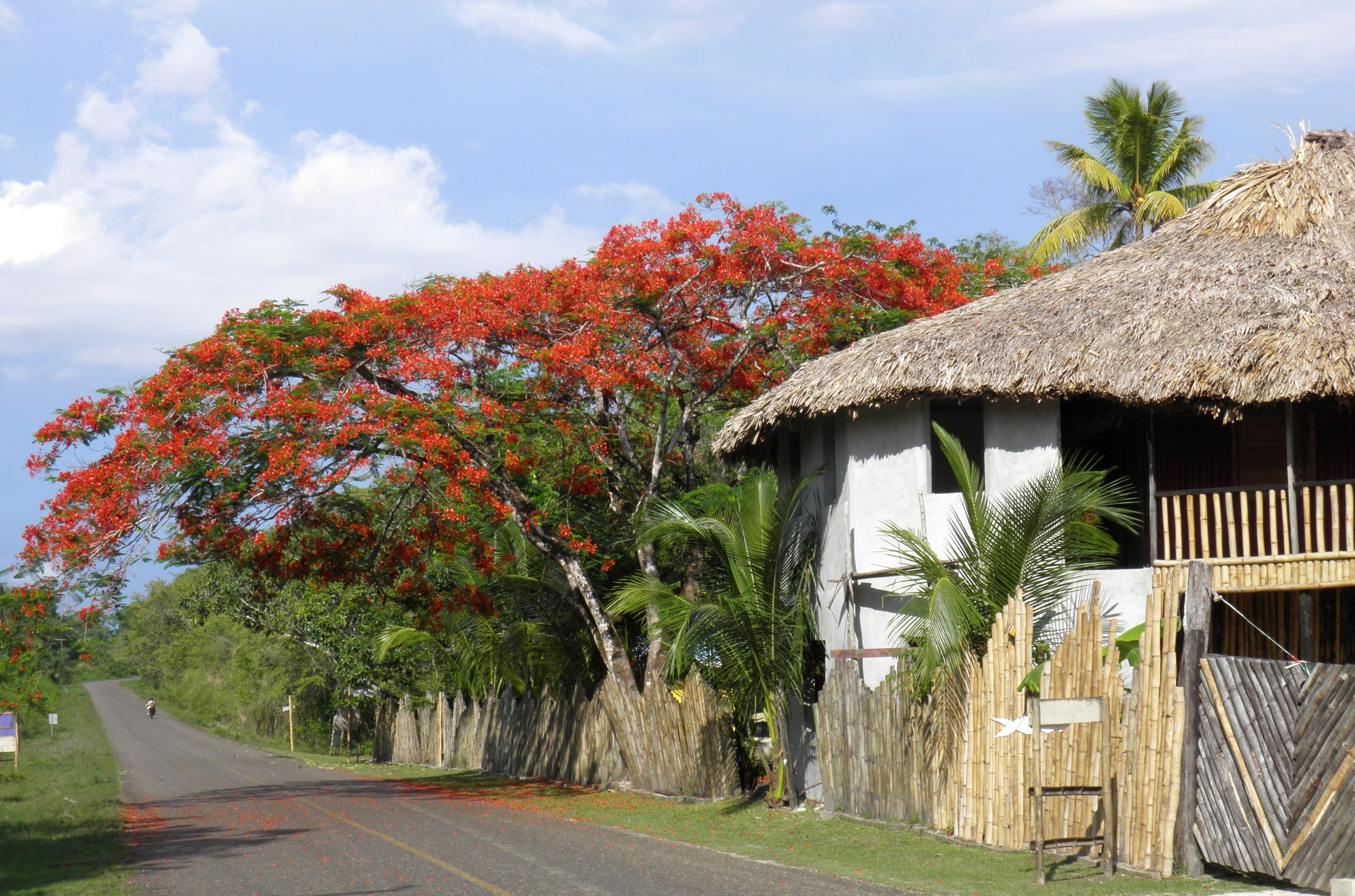
Vista da rua em Bermudian Landing

Bermudian Landing é uma vila na nação de Belize, localizada perto de Scotland Halfmoon no Distrito de Belize . O nome vem do Capim Bermuda plantado pelos primeiros madeireiros na área para alimentar seus bois, que eram usados para arrastar o mogno até o desembarque.